# Липовки (деревня, Нижегородская область)
Липовки — деревня в Балахнинском муниципальном округе Нижегородской области.

## География
Деревня находится в западной части Нижегородской на расстоянии приблизительно 6 километров (по прямой) на северо-запад от города Балахны, административного центра района. 

## История
До 2020 года входила в  Кочергинский сельсовет Балахнинского района до его упразднения.

## Население
Постоянное население составляло 90 человек (русские 96%) в 2002 году, 90 в 2010.